# Correspondance littéraire, philosophique et critique

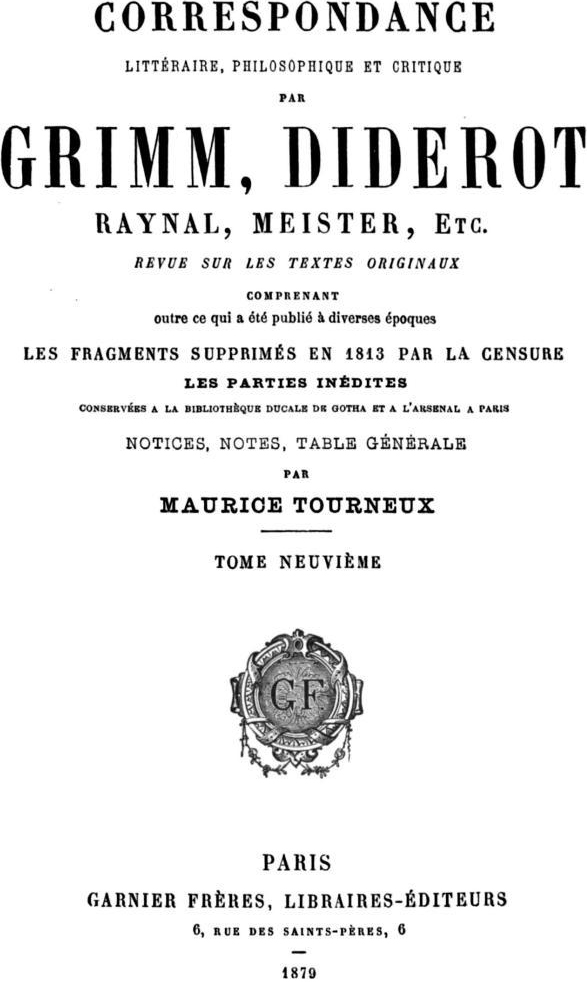
GrimmCorrespondance

Correspondance littéraire, philosophique et critique var en fransk tidskrift, som publicerades från 1748 till 1793. Det var en mycket exklusiv tidskrift avsedd för den europeiska aristokratin under upplysningstiden, diskuterade aktuella ämnen inom litteratur, filosofi, konst och politik, och ville hålla läsaren uppdaterad om den pågående internationella samhällsdebatten. 
Den extremt konfidentiella och handskrivna publiceringen av denna tidskrift gjorde att den undgick censur, eftersom det var en handskriven tidskrift där varje nummer kopierades för varje prenumerant för hand och skickades som privat korrespondens, och därmed undslapp den samtida censuren. Denna fördel gjorde det möjligt med en för samtiden unik censurfrihet för filosoferna att sprida sina radikala idéer vidare till europeiska makthavare. 
Tidskriften grundades av Guillaume-Thomas Raynal, som 1753 överlät den på Friedrich Melchior Grimm, som i sin tur överlät den på Denis Diderot 1769. Jacques-Henri Meister var tidskriftens sista chef.

## Prenumeranter
Många av upplysningstidens kungligheter och makthavare ska ha varit prenumeranter, men den fullständiga listan över prenumeranter på korrespondensen avslöjades aldrig. Den ofullständiga upplagan av 1812 uppgav dock dock några av dem som prenumererade på tidskriften under år 1759: 
- Friedrich Melchior Grimm (1723-1807)
- Katarina II av Ryssland;
- "hertigen av Sachsen Gotha";
- "hertiginnan av Sachsen Gotha";
- den blivande Gustav III av Sverige;
- "en av hertigarna av Saxe-Weimar-Eisenach";
- Lovisa Ulrika av Preussen;
- "kungen av Polen" (August III av Polen eller snarare Stanislas Leszczyński);
- Kristian IV av Pfalz-Zweibrücken;
- Karolina av Birkenfeld-Zweibrücken;
- Georg Wilhelm av Hessen-Darmstadt;
- Sophie Erdmuthe zu Erbach-Erbach (hustru till Wilhelm Henrik, Prins av Nassau-Saarbrücken, till vilken Diderot tillägnade Père de famille).